# Оливер, Джейми
Джеймс Тревор (Джейми) Оливер (англ. James Trevor 'Jamie' Oliver; также известен как «Голый повар» (англ. The Naked Chef); род. 27 мая 1975 года) — английский повар, ресторатор, телеведущий, популяризатор домашней кулинарии и здорового питания. Автор известных книг по кулинарии.

## Ресторанный бизнес
Джейми Оливер является владельцем сети ресторанов по всему миру. Компания Jamie Oliver Group управляет 25 ресторанами в Великобритании, а также рядом заведений в других странах, в том числе в России. Состояние Джейми Оливера и его супруги оценивается в 150 млн фунтов стерлингов

### Рестораны сети
- Jamie’s Oliver Barbecoa Steakhouse and bar в Лондоне.
- Jamie’s Italian — сеть ресторанов в Великобритании. Также около 20 ресторанов открытых по франшизе по всему миру, в том числе и в России. Рестораном в Москве владеет и управляет группа компаний Ginza Project[6].
- Jamie’s Oliver Fifteen в Лондоне.
- Jamie’s Oliver Diner в аэропорту Гатвик в Лондоне.

В конце 2016 года сеть ресторанов Оливера была на грани банкротства. В 2018 году ему пришлось вложить порядка 12,5 млн фунтов стерлингов собственных средств, чтобы спасти бизнес. За 2018 год продажи заведений упали на 11 %. В результате были закрыты 12 ресторанов и уволены более 600 сотрудников. В мае 2019 года сеть Джейми Оливера в Великобритании перешла под внешнее управление. Задолженность компании, по состоянию на май 2019 года, составляет 71,5 млн фунтов стерлингов.

## Общественная деятельность
Джейми Оливер открыл благотворительные рестораны «Fifteen» в Лондоне, Амстердаме, в Корнуолле и Мельбурне. В июне 2003 года был награждён Орденом Британской империи за вклад в общественное питание и пропаганду здорового питания. В ноябре 2013 года награждён почётной стипендией и принят в члены Королевского колледжа врачей общей практики (FRCGP) за борьбу с детским ожирением и пропаганду здорового питания.
Подписал контракт с клубом Манчестер Сити на 5 лет. К своей работе в клубе приступил с начала сезона 2013—2014, отвечает за все приготовленные блюда на стадионе Этихад. В 2013 году принял участие в одном из выпусков известного кулинарного интернет-шоу Epic Meal Time.

### Личная жизнь
24 июня 2000 года Оливер женился на модели Джульет «Джулс» Нортон, с которой познакомился в 1993 году. В браке родилось пятеро детей. Три дочери — Поппи Хани (март 2002), Дейзи Бу (11 апреля 2003), Петал Блоссом Рэйнбоу (3 апреля 2009), и два сына — Бадди (15 сентября 2010) и Ривер Рокет (8 августа 2016). Семья Оливеров живёт в посёлке Клаверинг, в северо-западной части графства Эссекс. Является болельщиком футбольного клуба «Ротерем Юнайтед».

## Книги, изданные на русском языке
- Джейми Оливер. Счастливые дни с Голым поваром. — М.: КукБукс, 2005.
- Джейми Оливер. Моя Италия. — М.: КукБукс, 2007.
- Джейми Оливер. Кухня Джейми. — М.: КукБукс, 2007.
- Джейми Оливер. Джейми Дома. — М.: КукБукс, 2008.
- Джейми Оливер. Министерство питания. — М.: КукБукс, 2010.
- Джейми Оливер. Готовим с Джейми = Cook with Jamie. — М.: КукБукс, 2010.
- Джейми Оливер. Вместе с Джейми = Jamie does… // М.: КукБукс, 2011.
- Джейми Оливер. Обеды за 30 минут от Джейми = Jamie’s 30-minute meals. — М.: КукБукс, 2012.
- Джейми Оливер. 15 минут на обед = Jamie’s 15-Minute Meals recipes // М.: КукБукс, 2013.
- Джейми Оливер. Экономим с Джейми = Save with Jamie. — М.: КукБукс, 2014.

## Телешоу
- 1999 — The Naked Chef — 6 серий по 30 минут и специальный рождественский выпуск Christmas Comes Early
- 2000 — Return of the Naked Chef — 8 серий по 30 минут и специальный рождественский выпуск Christmas In New York
- 2001 — Happy Days with the Naked Chef — 8 серий по 30 минут и специальный рождественский выпуск Christmas Party
- 2002 — Jamie’s Kitchen — 7 серий по 60 минут
- 2002 — Oliver’s Twist — 2 сезона по 26 серий по 30 минут
- 2005 — Jamie’s School Dinners — 4 серии по 60 минут
- 2005 — Jamie’s Great Italian Escape — 6 серий по 30 минут
- 2006 — Jamie’s Return to School Dinners
- 2006 — Jamie’s Kitchen Australia — 10 серий
- 2007 — Jamie’s Chef — 4 серии по 60 минут
- 2007 — Jamie At Home — 26 серий по 26 минут
- 2007 — Jamie At Home Christmas Special — 1 серия 60 минут
- 2008 — Jamie’s Fowl Dinners
- 2008 — Jamie Cooks Christmas — 1 серия 60 минут
- 2009 — Jamie’s Ministry of Food — 4 серии
- 2009 — Jamie Saves our Bacon
- 2009 — Jamie’s American Roadtrip — 6 серий
- 2009 — Family Christmas — 5 серий
- 2010 — Jamie Oliver’s Food Revolution — 2 сезона по 6 серий
- 2010 — Jamie’s Food Escape — 6 серий
- 2010—2011 — Jamie’s 30 minute meals — 2 сезона по 20 серий
- 2011 — Jamie’s Fish Suppers — 10 серий
- 2011 — Jamie’s dream school
- 2011 — Jamie cooks summer — 1 серия
- 2011 — Jamie’s great britain — 6 серий
- 2012 — Food fight club — 10 серий
- 2012 — Jamie’s 15 minute meals — 2 сезона по 20 серий
- 2013 — Jamie’s Money Saving Meals — 22 серии
- Jamie Oliver’s Food Tube — более 100 серий продолжительностью 8 минут
- 2014 — Jamie’s comfort food — 8 серий
- 2015 — Jamie's Super Food — 8 серий
- 2016 — Jamie's Super Food Family Classics — 8 серий
- 2017-2020 — Jamie's Quick & Easy Food — 26 серий
- 2018 — Jamie Cooks Italy — 8 серий
- 2019 — Jamie's Meat-Free Meals / Jamie's Ultimate Veg
- 2020 — Jamie: Keep Cooking and Carry On — 20 серий
- 2021 — Jamie's Easy Meals For Every Day — 24 серии